# Pokupsko
Pokupsko ist eine Gemeinde im Norden Kroatiens, die zur Gespanschaft Zagreb gehört. Insgesamt besteht die Gemeinde aus 14 Ortschaften. Der Ort wurde weltbekannt, da hier bei dem Erdbeben von 1909 die Mohorovičić-Diskontinuität entdeckt wurde.

## Ortschaften in der Gemeinde
- Auguštanovec
- Cerje Pokupsko
- Cvetnić Brdo
- Gladovec Pokupski
- Hotnja
- Lijevi Degoj
- Lijevi Štefanki
- Lukinić Brdo
- Pokupsko
- Pokupsko
- Roženica
- Strezojevo
- Šestak Brdo
- Zgurić Brdo